# Kosiska (województwo łódzkie)
Kosiska – wieś w Polsce położona w województwie łódzkim, w powiecie brzezińskim, w gminie Jeżów.
| SIMC    | Nazwa | Rodzaj    |
| ------- | ----- | --------- |
| 0728670 | Klin  | część wsi |

W latach 1975–1998 miejscowość administracyjnie należała do województwa skierniewickiego.